# Adjunktor (Grammatik)
Adjunktor, auch Vergleichspartikel, Komparativpartikel oder Vergleichsjunktor, ist in der Grammatik eine Bezeichnung für eine Wortart, die mit ihren Eigenschaften zwischen Konjunktion und Präposition steht. Es handelt sich vor allem um bestimmte Verwendungen der Wörter „wie“ und „als“ (sowie altertümlicher „denn“; teilweise werden auch noch „(an)statt“ und „außer“ genannt). Diese werden in neuerer Literatur als separate Wortklasse behandelt, da ihr Verhalten den definierenden Eigenschaften von Präpositionen und Konjunktionen widerspricht. Ansonsten wurden sie verschiedentlich den Kategorien Konjunktion bzw. Präposition zugeschlagen, aber jeweils als untypische Vertreter dieser Klassen. Die Bezeichnung „Adjunktor“ und die Analyse als eigene Wortart geht auf die IDS-Grammatik von Zifonun et al. (1997) zurück.
Anders als der Wortteil „Partikel“ in der alternativen Bezeichnung Vergleichspartikel nahelegt, können Adjunktoren nicht alleine stehen, sondern bilden immer mit einer Ergänzung zusammen eine Adjunktorphrase, z. B.:
- „Das Kind ist schon größer [als sein Vater].“
- „Das Kind ist schon genauso groß [wie seine Mutter].“

## Abgrenzung zu anderen Wortarten

### Überblick der Wortartmerkmale
In der Systematik der Wortarten lassen Adjunktoren sich einordnen als nicht flektierbare Wörter, die
- nicht allein vorfeldfähig sind (anders als Adverbien)
- verknüpfende Funktion haben (anders als Partikeln)
- keinen Kasus regieren (anders als Präpositionen)
- abhängige Phrasen bilden und selbst eine Ergänzung mit Kongruenz-Kasus enthalten können (anders als Konjunktionen).[4]

### Adjunktor und Präposition
Von Präpositionen unterscheiden sich Adjunktoren dadurch, dass sie an ihrer Ergänzung keinen Kasus regieren. Häufig stehen sie mit Ergänzungen, die sowieso keinen Kasus benötigen, beispielsweise unflektierte Adjektive:
- Ich sehe das als falsch an.

Ergänzungen mit Substantiv (Nominalphrasen) zeigen hier Kasuskongruenz (Kasusübereinstimmung):
- Ich sehe das (Akk.) als den größten Fehler (Akk.) an.
- Das (Nom.) wird als der größte Fehler (Nom.) angesehen. (Kasus-Anpassung ans Bezugswort nach dem Adjunktor „als“)

Es gibt Präpositionen, die ähnliche Funktion haben, bei denen aber eigene Kasuszuweisung zu sehen ist. So ist der Adjunktor „als“ von der Präposition „für“ zu unterscheiden:
- Ich halte das (Akk.) für den größten Fehler (Akk.)
- Das (Nom.) wird für den größten Fehler (?? für der größte Fehler) gehalten. (Präposition, unveränderte Rektion)

Die Wörter „statt“ und „außer“ können aber wahlweise auch Kasus regieren. Die Dudengrammatik fasst dies als lexikalische Mehrdeutigkeit auf: Ohne Kasusrektion liege ein Adjunktor vor, mit Kasusrektion eine Präposition. Andere Autoren sehen diese Wörter von vornherein nicht als Adjunktoren an.

### Adjunktor und Konjunktion
Von nebenordnenden Konjunktionen (wie „und“) unterscheiden Adjunktoren sich dadurch, dass sie nur von einer Ergänzung gefolgt werden, statt zwei Ausdrücke zu verbinden (siehe Konjunktion (Wortart) #Grammatische Einordnung). Anders als unterordnende Konjunktionen (wie „dass, ob“) müssen sie keine Nebensätze einleiten.
Gegen die Idee, Adjunktoren den nebenordnenden Konjunktionen zuzurechnen, ist auch eingewandt worden, dass die inhaltliche Funktion andersartig ist: Während nebenordnende Konjunktionen eine weitere Einheit einführen, die sich parallel zu einer ersten verhält („Ich bestelle Weißwurst und mein Nachbar Leberkäs“ – beides wird bestellt), verhält sich die Anfügung von „als“ asymmetrisch, da der Zusatz eine eigene grammatische Funktion hat. Der Komparativ („größer als...“) sowie Prädikativverben („etwas ansehen als...“) scheinen die „als“-Phrase sogar wie eine abhängige Ergänzung zu fordern. Dies ist eine Gemeinsamkeit mit Präpositionen.
Es gibt jedoch auch Verwendungen, in denen die Ausdrücke „als“ und „wie“ keine Adjunktoren sind:
- Wie als nebenordnende Konjunktion – Beispiel: „Die Mehrzahl aller Amerikaner – (...) Bush-Gegner wie Bush-Freunde – erwartet ...“
- Als als unterordnende Konjunktion, vor allem in einem Temporalsatz: „zu der Zeit, als Augustus Kaiser war“.

Nochmals von den Konjunktionen zu unterscheiden ist der Fall:
- Wie als Einleitung eines Relativsatzes (Relativadverb): „die Art, wie sie mich ansah“.

## Inhaltliche Funktionen
Die Funktion der „Vergleichspartikeln“ lässt sich in Untertypen gliedern.
Die größte Rolle spielen naturgemäß die Vergleichskonstruktionen im engeren Sinn. Im heutigen Standarddeutsch steht das Wort „als“ bei Vergleichen mit unterschiedlichen Graden, also nach Komparativ oder „anders“; bei Gleichsetzung (Äquativ) erscheint „wie“. Dialektal und umgangssprachlich ist der Anwendungsbereich von „wie“ jedoch breiter und erstreckt sich auch auf den Ausdruck von Unterschieden (gelegentlich – sowie bereits im älteren Deutsch – auch in der Kombination „als wie“).
- „Das wirkt genauso gut wie Medizin“
- „Das wirkt besser als Medizin“
- (umgangssprachlich:) „Das wirkt besser wie Medizin.“ / „...besser als wie Medizin“

In älteren Sprachstufen des Deutschen war die Aufteilung anders, hier findet sich der Vorgänger von „als“ für Gleichsetzung und „denn“ für unterschiedliche Grade. Beispiele aus dem mittelhochdeutschen Tristan:
- ir claren ougen wart der tac trüebe unde vinster als die naht

(„In ihren klaren Augen wurde der Tag trübe und finster (als) wie die Nacht.“)
- die geliebten dûhten beide ein ander schoener vil dan ê

(„Die Liebenden fanden beide einander schöner als zuvor“ /„... schöner denn je zuvor“)
Die englischen Vergleichspartikeln as und than, die auch etymologisch verwandt sind, entsprechen heute noch dieser Aufteilung von als / denn.
Weitere Funktionen sind Angaben zu Rollen, in denen eine Person agiert (erstes Beispiel unten), oder einer Eigenschaft, die zu anderen Zeiten gilt (zweites Beispiel):
- „Alle haben Neujahr frei, Stefan als Arzt aber nicht unbedingt.“
- „So eine Eisenbahn hat sich Stefan als Kind immer gewünscht.“

Eine illustrative, beispielgebende Funktion zeigt ferner der Ausdruck „wie (etwa)...“.

## Adjunktorphrasen

### Mögliche Ergänzungen
Der innere Aufbau einer Adjunktorphrase ähnelt stark dem der Präpositionalphrase: Ein Adjunktor verbindet sich mit einer einzigen Ergänzung, die eine Nominalphrase (aus einem Substantiv oder Pronomen) oder eine Adverb-, Adjektiv- oder Präpositionalphrase sein kann, vgl. jeweils:
- (besser) [als jede Medizin]
- (fühle mich) [wie daheim]
- (fährt) [wie besoffen]
- (fährt) [wie unter Alkoholeinfluss]; [außer am Montag]

Bemerkenswert ist auch, dass die Ergänzung eines Adjunktors wiederum eine Adjunktorphrase sein kann:
- „Sie verdient jetzt gleich viel [wie [als Sekretärin] ].“

### Adjunktorphrase und Komparativsatz
Uneinheitliche Antworten ergeben sich für die Frage, ob ein Adjunktor auch einen Nebensatz einbetten kann – mit anderen Worten: ob Komparativsätze, zumindest gewisse Typen davon, auch als Adjunktorphrase eingeordnet werden können. In manchen Quellen wird dies für möglich gehalten, dann werden zum Beispiel folgende Sätze als Verbindung aus Adjunktor und Verbletzt-Nebensatz erklärt:
- „Er war so schnell, [wie du verlangt hast].“
- „Das ist leichter, [als ich gedacht hatte].“

Hingegen werden in der Dudengrammatik (2022) alle vergleichenden Nebensätze von Adjunktorphrasen unterschieden: Sie werden stets als Sätze mit unterordnender Konjunktion oder mit Relativadverb aufgefasst. Das obige Beispiel eines Nebensatzes mit „wie“ könnte dann als Relativsatz aufgefasst werden, mit „wie“ als Relativadverb. Für Strukturen, die so aussehen, als würde erst nach einem Adjunktor ein eingeleiteter Nebensatz folgen, wird dort jedoch keine Analyse ausdrücklich angegeben. Dies betrifft Beispiele wie:
- „Er tut so, [als ob ihm niemand etwas anhaben könnte].“
- „Er tut so, [als könnte ihm niemand etwas anhaben].“

Die Abfolge „als ob“ könnte zwar als eine zusammengesetzte Konjunktion analysiert werden, dann ist aber immer noch eine andere Erklärung für die zweite Variante mit Verb-Erst-Nebensatz nötig. Auch hier kann „als“ keine Konjunktion sein. In der Fachliteratur über diese Art von Komparativsätzen wird teilweise auch eine einheitliche Analyse angenommen, wonach immer nur der Teil, der nach „als“ folgt, ein Nebensatz ist und folglich das „als“ ein Element des Hauptsatzes ist, das einen Nebensatz einbettet (im Widerspruch zur üblichen Interpunktion). Dies ergäbe eine Analyse als Adjunktorphrase, in der ein Konjunktionalsatz mit „ob“ als reguläre Ergänzung enthalten ist.